# Los secretos de Lucía
Los secretos de Lucía é uma telenovela venezuelana exibida em 2014 pela Venevisión Plus.

## Elenco
- Irán Castillo - Lucía Reina
- Juan Pablo Raba - Miguel Gaitán
- Julián Gil - Robert Neville
- Maritza Bustamante - Bonny Cabello
- Plutarco Haza - Arsenio Reina
- Roberto Escobar - Gonzalo Reina
- Luis Gerónimo Abreu - Rubén Olmedo
- Sissi Fleitas  - "Penélope"
- Yul Bürkle - Pablo Zuleta
- Maria Dalmazzo - Patricia Gaitán
- David Medel - Sergio Ruíz
- Aroldo Betancourt - Capitán Pedro Cárdenas
- Iván Tamayo - Harold Rincón
- Gloria Mayo  - Valeria Orol
- Sonia Villamizar - Margarita de Cárdenas
- Mimí Lazo - Ayra Mesutti
- Carlos J. Molina (DJ13) - Epicuro
- Nacho Huett - Orejas (Oswaldo Orbajan)
- Rafael Romero - Farid Murillo
- Albi De Abreu - La Llaga
- Levi Zielinsky -Vasily
- Yuvanna Montalvo - Giselle
- Adolfo Cubas - Cabo Segura
- Alejo Felipe - Juez Machado
- Gonzalo Velutini - Fiscal Gómez
- Armando Cabrera - Don Guillermo
- Francis Rueda - La Cuervo
- Julio Alcázar - Coronel Potes
- Judith Vásquez - Josefina Castro
- Henry Salvat - Pedro Lombardo
- Levy Rossell - Evaristo
- Manuel Escolano - Cañizares
- Margarita Hernández - Yoliana
- Mayra Africano - Berenice de Figueroa
- Manuel Salazar - Fiscal Figueroa
- Rodolfo Drago - Cueto
- Karina Velásquez - La India
- Arlette Torres - Princesa
- Carolina Torres - La Kitty
- Carlos Arraiz - Tigre
- César Augusto Suárez - Peña
- Adolfo Nittoli -Rencor
- José Luis Useche - Sable
- Pavel Rosckupki - Fedor
- Ray Ángel Torres - Yair Olmedo
- Freddy Aquino - Porras
- Orlando Paredes - Ladino
- Alí Rondón - Ocampos
- Natalia Martínez -  Celina Tintos
- Absalom de Los Ríos - Cabo Bermúdez
- Vicente Peña - Sargento Mora
- Argenis Rea - Agente Méndez
- Stephanie Cardone - Guardiana Solórzano
- Salvador Pérez - Ramiro
- Simona Chirinos - Lucrecia
- Arnoldo Maal - Marcelo
- Vagif Hkamdoulaev - Anatoly
- Yugui López - Perro Viejo
- Vicente Marsella - Merlano

## Exibição
- Venevisión Plus (emissora original)
- TC Televisión[1]
- Digital 15 | Antena Latina
- Estrella TV
- Cadenatres
- Telemix Internacional
- América Latina: Glitz*